# بوب كارمايكل
بوب كارمايكل (بالإنجليزية: Bob Carmichael)‏ كان لاعب كرة مضرب أسترالي بدأ مسيرته كمحترف سنة 1968، وكان يلعب باليد اليمنى، اعتزل اللعب في 1979. أعلى تصنيف له في الفردي كان المركز الـ 10 في سنة 1970.

## روابط خارجية
- بوب كارمايكل على موقع رابطة محترفي التنس (الإنجليزية)
- بوب كارمايكل على موقع الاتحاد الدولي لكرة المضرب (الإنجليزية)
- بوب كارمايكل على موقع اتحاد التنس الأسترالي (الإنجليزية)
- بوب كارمايكل على موقع خلاصة التنس.كوم (الإنجليزية)